# قلعه میرانی
قلعه میرانی (به عربی: قلعة الميراني) قلعه‌ای واقع در مدخل خلیج عمان و استان مسقط است و توسط پرتغالی‌ها ساخته شده‌است.
پرتغالی‌ها در سال ۱۵۸۸ قلعه را بازسازی و قسمت‌هایی از جمله جای پرتاب توپ، توپخانه، انبار ذخیره و مهمات، نمازخانه و مقر استقرار فرمانده و نگهبان به آن اضافه نمودند. در عهد احمد بن سعید البوسعیدی مؤسس آل سعید در قرن هجدهم و همچنین در عهد نوه‌اش سلطان بن احمد بن سعید قلعه به‌شکلی که اکنون دیده می‌شود بازسازی شد.